# Bunsen, ty bestio!
Bunsen, ty bestio! (ang. Bunsen Is a Beast, 2016-2018) – amerykański serial animowany stworzony przez Butcha Hartmana (twórcę seriali Wróżkowie chrzestni, Danny Phantom i Turbo Dudley – psi agent) oraz wyprodukowany przez Billionfold Inc. i Nickelodeon Animation Studio.
Pierwszy sezon łączący dwadzieścia odcinków został potwierdzony przez Nickelodeon w grudniu 2015. Odcinek pilotażowy miał premierę 17 marca 2016, natomiast zapowiedź 16 stycznia 2017, a premiera odbyła się miesiąc później w Stanach Zjednoczonych 20 lutego 2017 na amerykańskim Nickelodeon, natomiast regularna emisja odbyła się 20 lutego 2017. W Polsce serial zadebiutował 5 czerwca 2017 na antenie Nickelodeon HD. Od 18 września 2017 serial zadebiutował na antenie normalnego Nickelodeon.

## Fabuła
Serial opisuje perypetie niebieskiej energicznej bestii o imieniu Bunsen, który rozpoczyna naukę w szkole średniej i jest pierwszą bestią uczęszczającą do szkoły dla ludzi. Jego najlepszy przyjaciel – Mikey Munroe, pomaga mu poruszać się po szkole, czując nacisk na udowodnienie, że potwory mogą współistnieć w pokoju bez jedzenia i szkodzenia innym. Bohaterowie muszą przechytrzyć złośliwą uczennicę Amandę Killman, która zamierza pozbyć się Bunsena na wszelkie możliwe sposoby.

## Postacie

### Główni
- Bunsen – główny bohater kreskówki, niebieska bestia i przyjaciel Mike’a. Jest pierwszą bestią uczęszczającą do szkoły dla ludzi.
- Mikey Munroe – najlepszy przyjaciel Bunsena oraz przewodnik, który pomaga mu poruszać się po życiu w Muckledunk.
- Amanda Killman – Złośliwa uczennica, która zamierza pozbyć się Bunsena na wszystkie możliwe sposoby, próbując udowodnić, że bestie i ludzie nie mogą współistnieć. Ma wadę wymowy i nosi aparat ortodontyczny na zębach.

### Drugoplanowi
- Panna Flap – nauczycielka klasy Bunsena w szkole średniej Muckledunk.
- Darcy – przyjaciółka Mikeya.
- Sophie Sanders – dziewczyna z doliny.
- Beverly – przyjaciółka(asystentka) Amandy.
- Pan i pani Monroe – rodzice Mikeya, są wobec syna bardzo opiekuńczy.
- Mama i tata Bunsena – rodzice Bunsena.
- Boodles – niewidzialny pies Bunsena.
- Bob – lokalny reporter telewizyjny w Muckledunk.
- Ken – reporter telewizyjny w Muckledunk, partner Boba.
- Lance – dziecinny generał.

## Obsada
- Jeremy Rowley –
  - Bunsen,
  - pan Munroe
- Ben Giroux – Mikey Munroe
- Kari Wahlgren –
  - Amanda Killman,
  - Sophie Sanders,
  - Beverly,
  - pani Munroe
- Cheri Oteri – panna Flap
- Cristina Milizia – Darcy
- Jennifer Hale – mama Bunsena
- Jeff Bennett –
  - tata Bunsena,
  - Bob,
  - generał Lance
- Phil LaMarr – Ken

## Wersja polska
Wersja polska: na zlecenie Nickelodeon Polska
Wystąpili:
- Karol Łukaszewska – Bunsen
- Maksymilian Michasiów – Mikey Munroe
- Monika Pikuła – Amanda Killman
- Roksina Łaska – pani Flap
- Grzegorz Kwiecień – Bob
- Otar Saralidze – Ken
- Joanna Pach-Żbikowska – Sophie Sanders
- Marta Dobecka – Darcy
- Zbigniew Konopka – generał Lance
- Monika Wierzbicka –
  - mama Bunsena,
  - Beverly
- Piotr Bajtlik –
  - tata Mikeya,
  - Wujek Fujek (odc. 5a)
- Wojciech Chorąży – Komandor Rożek (odc. 1b)
- Anna Apostolakis –
  - Betty (odc. 3a),
  - Wróżka Zębuszka (odc. 6),
  - Wanda (odc. 7)
- Jacek Król – Jerry Bestia (odc. 4b)
- Katarzyna Tatarak – ciocia Roda (odc. 5a)
- Jacek Kopczyński – Cosmo (odc. 7)
- Anna Sztejner – Timmy Turner (odc. 7)
- Artur Kaczmarski – Pan Denzel Cracker (odc. 7)
- Grzegorz Pawlak – narrator (odc. 7)
- Wojciech Paszkowski –  Tata Timmy’ego (odc. 7)
- Izabela Dąbrowska – Mama Timmy’ego (odc. 7)
- Mateusz Weber – Komandor Rożek (odc. 11, 14a)
- Bartosz Wesołowski – tata Bunsena (odc. 13a)
- Kamil Pruban

i inni
Lektor: Paweł Bukrewicz

## Spis odcinków
| Premiera odcinka | Premiera odcinka                         | N/o | Polski tytuł                   | Angielski tytuł              |
| ---------------- | ---------------------------------------- | --- | ------------------------------ | ---------------------------- |
|                  |                                          |     |                                |                              |
| ODCINEK PILOTOWY |                                          |     |                                |                              |
|                  |                                          |     |                                |                              |
| 17.03.2016       |                                          | P1  | Pilot                          | Pilot                        |
|                  |                                          |     |                                |                              |
| SERIA PIERWSZA   |                                          |     |                                |                              |
|                  |                                          |     |                                |                              |
| 20.02.2017       | 05.06.2017 (Nick HD) 18.09.2017 (Nick)   | 01  | Bunsen bestią jest             | Bunsen Is a Beast!           |
| 20.02.2017       | 05.06.2017 (Nick HD) 18.09.2017 (Nick)   | 01  | Ciało i bestia                 | Body and the Beast           |
|                  |                                          |     |                                |                              |
| 16.01.2017       | 06.06.2017 (Nick HD) 19.09.2017 (Nick)   | 02  | Zabawa w świrowanego           | Hide and Go Freak            |
| 16.01.2017       | 06.06.2017 (Nick HD) 19.09.2017 (Nick)   | 02  | Bunsen szaleje za lodami       | Bunsen Screams for Ice Cream |
|                  |                                          |     |                                |                              |
| 21.02.2017       | 07.06.2017 (Nick HD) 20.09.2017 (Nick)   | 03  | Ledwie dopuszczalne zachowanie | Bearly Acceptable Behavior   |
| 21.02.2017       | 07.06.2017 (Nick HD) 20.09.2017 (Nick)   | 03  | Pogromcy bestii                | Beast Busters                |
|                  |                                          |     |                                |                              |
| 22.02.2017       | 08.06.2017 (Nick HD) 21.09.2017(Nick)    | 04  | Ortograficzna bestia           | Spelling Beast               |
| 22.02.2017       | 08.06.2017 (Nick HD) 21.09.2017(Nick)    | 04  | Mikey jest bestią              | Mikey Is a Beast             |
|                  |                                          |     |                                |                              |
| 23.02.2017       | 09.06.2017 (Nick HD) 22.09.2017 (Nick)   | 05  | Strach w muzeum                | Fright at the Museum         |
| 23.02.2017       | 09.06.2017 (Nick HD) 22.09.2017 (Nick)   | 05  | Przystojna bestia              | Handsome Beast               |
|                  |                                          |     |                                |                              |
| 25.02.2017       | 13.06.2017 (Nick HD) 26.09.2017 (Nick)   | 06  | Ząb za ząb                     | Tooth or Consequences        |
|                  |                                          |     |                                |                              |
| 04.03.2017       | 12.06.2017 (Nick HD) 25.09.2017 (Nick)   | 07  | Najbestialszy przyjaciel       | Beast of Friends             |
|                  |                                          |     |                                |                              |
| 11.03.2017       | 14.06.2017 (Nick HD) 27.09.2017 (Nick)   | 08  | Grzmot i strachownica          | Thunder and Frightening      |
| 11.03.2017       | 14.06.2017 (Nick HD) 27.09.2017 (Nick)   | 08  | Azymut ciasta                  | Eyes on the Pies             |
|                  |                                          |     |                                |                              |
| 18.03.2017       | 15.06.2017 (Nick HD) 28.09.2017 (Nick)   | 09  | Święto Bestczynienia           | Happy Beastgiving            |
| 18.03.2017       | 15.06.2017 (Nick HD) 28.09.2017 (Nick)   | 09  | Czas bestialski                | Beastern Standard Time       |
|                  |                                          |     |                                |                              |
| 25.03.2017       | 16.06.2017 (Nick HD) 29.09.2017 (Nick)   | 10  | Nieszczęśliwi biwakowicze      | Unhappy Campers              |
| 25.03.2017       | 16.06.2017 (Nick HD) 29.09.2017 (Nick)   | 10  | Korytarz sprawiedliwości       | Hall of Justice              |
|                  |                                          |     |                                |                              |
| 14.04.2017       | 23.10.2017 (Nick HD) 13.11.2017 (Nick)   | 11  | Astro-noci                     | Astro-Nots                   |
|                  |                                          |     |                                |                              |
| 03.06.2017       | 26.10.2017 (Nick HD) 14.11.2017 (Nick)   | 12  | Ciasteczkowy potwór            | Cookie Monster               |
| 03.06.2017       | 27.10.2017 (Nick HD) 15.11.2017 (Nick)   | 12  | Katastrofalny aparat           | Braces for Disaster          |
|                  |                                          |     |                                |                              |
| 10.06.2017       | 25.10.2017 (Nick HD) 16.11.2017 (Nick)   | 13  | Auć-ciski                      | Hug It Out-ch!               |
| 10.06.2017       | 24.10.2017 (Nick HD) 17.11.2017 (Nick)   | 13  | Rotamiluś świniuś              | Guinea Some Lovin            |
|                  |                                          |     |                                |                              |
| 17.06.2017       | 31.10.2017 (Nick HD)                     | 14  | Zmrożona osłona                | The Case of the Cold         |
| 17.06.2017       | 30.10.2017 (Nick HD)                     | 14  | Mikey-plikacja                 | Mikey-plication              |
|                  |                                          |     |                                |                              |
| 24.06.2017       | 01.11.2017 (Nick HD)                     | 15  | Bestio-piłka Bunsena           | Bunsen's Beast Ball          |
| 24.06.2017       | 02.11.2017 (Nick HD) 07.12.2018 (Nick)   | 15  | Bromeo i Julia                 | Bromeo and Juliet            |
|                  |                                          |     |                                |                              |
| 14.10.2017       | 27.10.2018 (Nicktoons) 31.10.2018 (Nick) | 16  | Najbestialsze Halloween świata | Beast Halloween Ever         |
|                  |                                          |     |                                |                              |
| 18.12.2017       | 23.12.2018 (Nicktoons) 08.12.2021 (Nick) | 17  | Bunsen ratuje święta           | Bunsen Saves Christmas       |
|                  |                                          |     |                                |                              |
| 19.12.2017       | 30.12.2017                               | 18  | Najlepsi bestiele              | Beastie Besties              |
| 19.12.2017       | 30.12.2017                               | 18  | Skarb Kapitana Frajera         | By Hook or By Shnook         |
|                  |                                          |     |                                |                              |
| 20.12.2017       | 30.12.2017                               | 19  | Kąpiel Boodle’a                | Boodle Loo                   |
| 20.12.2017       | 30.12.2017                               | 19  | Wilkołak i chłopiec            | The Boy Who Cried Wolfie     |
|                  |                                          |     |                                |                              |
| 21.12.2017       | 29.12.2017                               | 20  | Adventures in Beastysitting    | Adventures in Beastysitting  |
| 21.12.2017       | 11.01.2018                               | 20  | Dziczka Bestia                 | Wilda Beast                  |
|                  |                                          |     |                                |                              |
| 22.12.2017       | 30.12.2017                               | 21  | Dzień złej ławki               | Bad Chair Day                |
| 22.12.2017       | 30.12.2017                               | 21  | Hipnotyczna muszla             | Stupor Bowl                  |
|                  |                                          |     |                                |                              |
| 26.12.2017       | 30.04.2018                               | 22  | Pilot poza kontrolą            | Remote Outta Control         |
| 26.12.2017       | 01.05.2018                               | 22  | Dziennikarze                   | Network Newbs                |
|                  |                                          |     |                                |                              |
| 27.12.2017       | 29.12.2017                               | 23  | Amanda się uczy                | Amanda Gets Schooled[        |
| 27.12.2017       | 29.12.2017                               | 23  | Bestia na pokazie              | Beast in Show                |
|                  |                                          |     |                                |                              |
| 28.12.2017       | 04.05.2018                               | 24  | Hibernacyjna histeria          | Snooze Alarm                 |
| 28.12.2017       | 07.05.2018                               | 24  | Trudna decyzja                 | Split Decision               |
|                  |                                          |     |                                |                              |
| 29.12.2017       | 02.05.2018                               | 25  | Widzialne głowy                | Hair Today Gone Tomorrow     |
| 29.12.2017       | 03.05.2018                               | 25  | Marzenie lodziarza             | Ice Dream                    |
|                  |                                          |     |                                |                              |
| 10.02.2018       | 08.05.2018                               | 26  | Przyjaciel czy ściemniak       | Friend or Phony              |
| 10.02.2018       | 09.05.2018                               | 26  | Piękna albo bestia             | Beauty or the Beast          |
|                  |                                          |     |                                |                              |